# Heimatkalender. Jahrbuch für die Lüneburger Heide
Der Heimatkalender. Jahrbuch für die Lüneburger Heide ist eine jährlich erscheinende Heftreihe, in der seit 2001 neben einem Kalendarium heimatkundliche Aufsätze für den Bereich der Lüneburger Heide in Niedersachsen publiziert werden.
Die Reihe ist 2002/2003 im Verlag Schweiger & Pick (Celle) und seitdem im Pohl-Verlag (Celle) erschienen. Herausgeber war Eberhard Brede.
Beiträge zur wechselvollen Geschichte der Region bilden den Mittelpunkt und werden ergänzt durch Beiträge zur Flora und Fauna, Gedichte, Plattdeutsches, heitere und besinnliche Geschichten und die Vorstellung neuer Bücher mit Bezug zur Region.

## Geschichte
Vorgänger war der Heimatkalender für die Lüneburger Heide, der von 1950 bis 2000 im Verlag Schweiger & Pick (Celle) erschienen ist. Davor (1935–1950; 1943–1946 nicht erschienen) hieß die Publikation Celler Heimatkalender der Celleschen Zeitung für Stadt und Land Celle, davor (1933–1935) Celler Heimatkalender für Stadt und Land Celle, davor (1931–1932) Heimatkalender für Stadt und Land Celle und davor (1929–1930) Der Schütting. Heimatkalender für Celle Land und Stadt auf das Jahr ..  [Ausgabe Celle], erschienen bei Sponholtz in Hannover.